# Silvia Fiori
Silvia Fiori (Merano, 18 luglio 1994) è una pallavolista italiana, libero della Trentino.

## Carriera
La carriera di Silvia Fiori inizia nello Sport Club Neugries di Bolzano, con cui partecipa al campionato di Serie C. Nella stagione 2010-11 viene ingaggiata dal Villanterio, in Serie B2, anche se a metà campionato viene promossa in prima squadra, in Serie A1: resta legata alla squadra di Pavia anche nella stagione successiva.
Nell'annata 2012-13 difende i colori della Trentino Rosa in Serie B1, mentre nell'annata 2013-14 gioca con il Towers di Breganze in Serie A2, categoria dove milita anche nella stagione successiva con l'Obiettivo Risarcimento di Villaverla. È ancora nel campionato cadetto per la stagione 2015-16 vestendo la maglia della Beng Rovigo Volley.
Nella stagione 2016-17 torna in Serie A1 grazie all'ingaggio da parte dell'Imoco di Conegliano, club con cui conquista la Supercoppa italiana 2016, la Coppa Italia 2016-17 e lo scudetto 2017-18. Per il campionato 2018-19 si accasa al Pinerolo, in Serie A2, dove resta per tre annate.
Nell'annata 2021-22 firma per il Megavolley, neopromossa in Serie A1, mentre in quella successiva passa ad una nuova neopromossa, l'Helvia Recina. Per la stagione 2023-24 ritorna in Serie A2, trasferendosi in all'Alba: milita nella stessa divisione anche nell'annata successiva, questa volta alla Trentino.

## Palmarès

### Club
- Campionato italiano: 1

2017-18
- Coppa Italia: 1

2016-17
- Supercoppa italiana: 1

2016